# Française des Jeux (Lotterie)
La Française des Jeux (kurz FdJ) ist die teilstaatliche Lotterie-Gesellschaft Frankreichs. Mit einem Umsatz von 8,553 Milliarden Euro (2004) ist sie die fünftgrößte Veranstalterin von Lotterien weltweit. Es gibt insgesamt über 40.000 Verkaufsstellen, im Durchschnitt nehmen 29 Millionen Spieler an den Ziehungen teil. Es werden diverse Glücksspiele angeboten, darunter Loto (5 aus 49). FdJ beteiligt sich auch an der europäischen Lotterie Euromillionen.
FdJ betreibt auch sämtliche Sportwetten in Frankreich, mit Ausnahme der Pferdewetten, die in den Zuständigkeitsbereich der privaten Gesellschaft PMU fallen. Der staatliche Anteil am Unternehmensgewinn kommt kulturellen sowie sozialen Projekten zugute und wird auch für die Nachwuchsförderung im Sport verwendet. Darüber hinaus ist FdJ der Hauptsponsor des Radsportteams Groupama-FDJ.
2018 verzeichnete die Lotteriegesellschaft Wetteinsätze von 15,8 Milliarden Euro und schüttete Gewinne von 10,7 Milliarden Euro aus. 2018 brachte das Unternehmen dem Staat 3,3 Milliarden Euro Steuern ein. 2019 senkte der französische Staat seinen Anteil an dem Unternehmen von 72 auf 20 Prozent und verkaufte 52 Prozent des Unternehmens an der Börse.
Im Oktober 2024 übernahm FDJ die Kindred Group.